# Špil liga
Špil liga − prva liga dijaških bendov je natečaj Kina Šiška, namenjen dijaškim glasbenim skupinam, pa tudi solistom. V sklopu Špil lige se odvije serija koncertnih nastopov, v finalu katere se okrona zmagovalca oz. prvaka sezone.
| Sezona | Leto    | Zmagovalec    | Žirija                                                  |
| ------ | ------- | ------------- | ------------------------------------------------------- |
| I.     | 2013/14 | Koala Voice   | Izak Košir Melanija Fabčič - Melée Žiga Klančar         |
| II.    | 2014/15 | StillOut      | Izak Košir Melanija Fabčič - Melée Žiga Klančar         |
| III.   | 2015/16 | Infected      | Klavdija Kopina Tomaž Pezdirc Toni Cahunek              |
| IV.    | 2016/17 | Joker Out     | Toni Cahunek Klara Zupančič Žiga Klančar/Jernej Sobočan |
| V.     | 2017/18 | In the Attic  | Toni Cahunek Klara Zupančič Žiga Klančar/Jernej Sobočan |
| VI.    | 2018/19 | Kiwi Flash    | Klara Zupančič Ana Medved Andi Koglot                   |
| VII.   | 2019/20 | Before Time   | Dominika Maša Kozar Andi Koglot Pavel Lipovšek          |
| VIII.  | 2020/21 | Masaž         | Andi Koglot Tadej Košir Urška Preis                     |
| IX.    | 2021/22 | BibliBan      | Andi Koglot Žiga Drofenik Brigita Gračner               |
| X.     | 2022/23 | Špil ligni    | Borja Močnik Andi Koglot Maša Pavoković                 |
| XI.    | 2023/24 | Ghastly Ashes | Andi Koglot Maša Pavoković Nika Vogrič Dežman           |
| XII.   | 2024/25 | Kultivator    | Mitja Kralj Andi Koglot Manca Ogrin                     |

## Format
Na Špil ligo se lahko prijavijo dijaški bendi (vsaj polovica članov mora imeti status dijaka; lahko so tudi osnovnošolci) in solo izvajalci iz Republike Slovenije, ki ustvarjajo tudi avtorsko glasbo (imeti morajo vsaj dve avtorski skladbi) in so sposobni izvesti 20 minut koncertnega nastopa v živo. Žanrskih omejitev ni.
Špil liga poteka v 3 krogih:
- predtekmovanje (ligaški večeri oz. tekmovalni špili)
- polfinale
- finale

Vsi sodelujoči izvajalci se najprej pomerijo na predtekmovalnih večerih. Iz vsakega predtekmovalnega večera se v polfinale uvrstita 2 izvajalca: eden po izboru žirije in eden po izboru občinstva, ki glasuje z SMS-i. Natančneje: žirija izbere dva izvajalca (svojega zmagovalca in drugouvrščenega), ki bi po njenem mnenju morala napredovati v polfinale. Če je zmagovalec občinstva enak zmagovalcu žirije, se poleg njega v polfinale uvrsti drugouvrščeni žirije, če pa se zmagovalca razlikujeta, se uvrstita zmagovalec žirije in zmagovalec občinstva. Na enak način poteka tudi izbor finalistov v polfinalu. V finalu, v katerem se pomerijo 4 izvajalci, pa tako žirija kot občinstvo podelita točke od 1 do 4 (4 za najboljšega, 1 za najslabšega), ki se seštejejo. Zmagovalec (prvak) sezone postane tisti, ki ima najvišji seštevek točk. V primeru izenačenja za 1. mesto zmaga tisti, ki je prejel več točk od žirije.
Zmagovalci za nagrado praviloma prejmejo snemanje pesmi v studiu in nastop v Kinu Šiška, v radijski oddaji ali na festivalu.
Predtekmovalni in polfinalni večeri potekajo v Kinu Šiška (dvorana Komuna), finale pa je bil prve tri sezone na Kongresnem trgu, odtlej pa je prav tako v Kinu Šiška (oz. kot je bilo v primeru 4. sezone, pred njim).
Vse večere Špil lige povezuje Ivan Cepanec.

## 2013/14
I. sezona Špil lige je potekala od oktobra 2013 do junija 2014. Tekmovalo je 15 izvajalcev (14 bendov in en solist):
- Koala Voice
- Sober Assault
- Lynch

- The Perception
- High 5
- Ice on Fire

- Netherworld
- Vogi
- Kung Fu Vegan

- Vertigo
- Below Zero
- The Broken Input

- Fonem
- Dehrotom
- Night Flight

Žirijo so sestavljali:
- Izak Košir
- Melanija Fabčič - Melée
- Žiga Klančar

Predtekmovanje
| 1. špil 25. 10. 2013 | 1. špil 25. 10. 2013 | 1. špil 25. 10. 2013 | 2. špil 22. 11. 2013 | 2. špil 22. 11. 2013 | 2. špil 22. 11. 2013 | 3. špil 6. 12. 2013 | 3. špil 6. 12. 2013 | 3. špil 6. 12. 2013 | 4. špil 17. 1. 2014 | 4. špil 17. 1. 2014 | 4. špil 17. 1. 2014 | 5. špil 14. 2. 2014 | 5. špil 14. 2. 2014 | 5. špil 14. 2. 2014 |
| Izvajalec            | Žirija               | Občinstvo            | Izvajalec            | Žirija               | Občinstvo            | Izvajalec           | Žirija              | Občinstvo           | Izvajalec           | Žirija              | Občinstvo           | Izvajalec           | Žirija              | Občinstvo           |
| -------------------- | -------------------- | -------------------- | -------------------- | -------------------- | -------------------- | ------------------- | ------------------- | ------------------- | ------------------- | ------------------- | ------------------- | ------------------- | ------------------- | ------------------- |
| Koala Voice          | 1.                   | 45,57                | High 5               | 1.                   | 24,29                | Kung Fu Vegan       | 1.                  | 14,69               | Below Zero          | 1.                  | 19,68               | Dehrotom            | 1.                  | 2,54                |
| Lynch                | 3.                   | 45,09                | Ice on Fire          | 2.                   | 63,96                | Netherworld         | 3.                  | 16,43               | Vertigo             | 2.                  | 17,94               | Fonem               | 3.                  | 51,8                |
| Sober Assault        | 2.                   | 9,34                 | The Perception       | 3.                   | 11,76                | Vogi                | 2.                  | 68,88               | The Broken Input    | 3.                  | 62,39               | Night Flight        | 2.                  | 45,66               |
| Gostujoči žiranti    |                      |                      |                      |                      |                      |                     |                     |                     |                     |                     |                     |                     |                     |                     |
| Miha Guštin          | Miha Guštin          | Miha Guštin          | Tomaž Štular         | Tomaž Štular         | Tomaž Štular         | Ivo Rimc            | Ivo Rimc            | Ivo Rimc            | Mate Brodar         | Mate Brodar         | Mate Brodar         | Črt Batagelj        | Črt Batagelj        | Črt Batagelj        |

Polfinale
| 1. polfinalni večer 14. 3. 2014 | 1. polfinalni večer 14. 3. 2014 | 1. polfinalni večer 14. 3. 2014 | 2. polfinalni večer 18. 4. 2014 | 2. polfinalni večer 18. 4. 2014 | 2. polfinalni večer 18. 4. 2014 |
| Izvajalec                       | Žirija                          | Občinstvo                       | Izvajalec                       | Žirija                          | Občinstvo                       |
| ------------------------------- | ------------------------------- | ------------------------------- | ------------------------------- | ------------------------------- | ------------------------------- |
| The Broken Input                |                                 | 47,28                           | Sober Assault                   | 1.                              | 20,44                           |
| Vogi                            | 2.                              | 23,83                           | Ice on Fire                     |                                 | 63,78                           |
| Below Zero                      |                                 | 14,87                           | High 5                          | 2.                              | 11,47                           |
| Koala Voice                     | 1.                              | 14,02                           | Kung Fu Vegan                   |                                 | 4,31                            |
| Gostujoči žiranti               |                                 |                                 |                                 |                                 |                                 |
| Alen Steržaj, Robi Bulešić      | Alen Steržaj, Robi Bulešić      | Alen Steržaj, Robi Bulešić      | Robi Bulešić, Borut Marolt      | Robi Bulešić, Borut Marolt      | Robi Bulešić, Borut Marolt      |

V polfinale so se iz predtekmovalnih večerov uvrstili tudi Fonem in Dehrotom (prvi bi morali nastopiti v 1. polfinalu, drugi v 2.), a ne eni ne drugi niso nastopili (Fonem so nastop zaradi bolezni odpovedali v zadnjem trenutku).
Finale − 13. 6. 2014, Kongresni trg
Stalnim žirantom Izaku, Melée in Žigu se je v finalu pridružil Robi Bulešić.
| Izvajalec        | Glasovanje (žirija + občinstvo) |
| ---------------- | ------------------------------- |
| Ice on Fire      | 2 + 3 = 5                       |
| Sober Assault    | 3 + 1 = 4                       |
| The Broken Input | 1 + 4 = 5                       |
| Koala Voice      | 4 + 2 = 6                       |

Koala Voice so kot zmagovalci sezone za nagrado dobili snemanje 3 singlov na SAE Institutu in nastop kot predskupina uveljavljenemu bendu v Kinu Šiška.

## 2014/15
II. sezona Špil lige je potekala od decembra 2014 do junija 2015. Tekmovalo je 9 bendov:
- z3ro z3ro
- Apokalipsa
- No Agenda

- Night Flight
- StillOut
- The Pyramids

- Furu Efu
- Kung Fu Vegan
- The Lyrium

Žirijo so zopet sestavljali:
- Izak Košir
- Melanija Fabčič - Melée
- Žiga Klančar

Predtekmovanje
| 1. špil 16. 12. 2014 | 1. špil 16. 12. 2014 | 1. špil 16. 12. 2014 | 2. špil 23. 1. 2015 | 2. špil 23. 1. 2015 | 2. špil 23. 1. 2015 | 3. špil 13. 2. 2015                     | 3. špil 13. 2. 2015                     | 3. špil 13. 2. 2015                     |
| Izvajalec            | Žirija               | Občinstvo            | Izvajalec           | Žirija              | Občinstvo           | Izvajalec                               | Žirija                                  | Občinstvo                               |
| -------------------- | -------------------- | -------------------- | ------------------- | ------------------- | ------------------- | --------------------------------------- | --------------------------------------- | --------------------------------------- |
| No Agenda            | 1.                   | 7,85                 | The Pyramids        | 3.                  | 13,03               | Kung Fu Vegan                           | 1.                                      | 10,57                                   |
| z3ro z3ro            | 2.                   | 17,52                | StillOut            | 1.                  | 31,38               | The Lyrium                              | 2.                                      | 2,09                                    |
| Apokalipsa           | 3.                   | 74,62                | Night Flight        | 2.                  | 55,59               | Furu Efu                                | 3.                                      | 87,34                                   |
| Gostujoči žiranti    |                      |                      |                     |                     |                     |                                         |                                         |                                         |
| Tadej Košir          | Tadej Košir          | Tadej Košir          | Robert Šercer       | Robert Šercer       | Robert Šercer       | Klavdija Kopina (+ Endre Sík iz A.M.D.) | Klavdija Kopina (+ Endre Sík iz A.M.D.) | Klavdija Kopina (+ Endre Sík iz A.M.D.) |

Polfinale
| 1. polfinalni večer 6. 3. 2015 | 1. polfinalni večer 6. 3. 2015 | 1. polfinalni večer 6. 3. 2015 | 2. polfinalni večer 10. 4. 2015 | 2. polfinalni večer 10. 4. 2015 | 2. polfinalni večer 10. 4. 2015 |
| Izvajalec                      | Žirija                         | Občinstvo                      | Izvajalec                       | Žirija                          | Občinstvo                       |
| ------------------------------ | ------------------------------ | ------------------------------ | ------------------------------- | ------------------------------- | ------------------------------- |
| Kung Fu Vegan                  | 2.                             | 9,13                           | Night Flight                    | 1.                              | 35,11                           |
| StillOut                       | 1.                             | 36,54                          | Furu Efu                        | 3.                              | 36,88                           |
| No Agenda                      | 3.                             | 54,33                          | Apokalipsa                      | 2.                              | 28,01                           |
| Gostujoči žirant               |                                |                                |                                 |                                 |                                 |
| Robi Bulešić                   |                                |                                |                                 |                                 |                                 |

Finale – 21. 6. 2015, Kongresni trg
Stalnim žirantom Izaku, Melée in Žigu se je v finalu pridružil Robi Bulešić.
| Izvajalec    | Glasovanje (žirija + občinstvo) |
| ------------ | ------------------------------- |
| Furu Efu     | 1 + 4 = 5                       |
| No Agenda    | 2 + 1 = 3                       |
| StillOut     | 4 + 3 = 7                       |
| Night Flight | 3 + 2 = 5                       |

Kot zmagovalci sezone so StillOut posneli 3 (demo)pesmi na SAE Institutu in nastopili kot predskupina uveljavljenemu bendu v Kinu Šiška.

## 2015/16
III. sezona Špil lige je potekala od novembra 2015 do junija 2016. Tekmovalo je 15 bendov:
- Attic Mist
- Ice on Fire
- Teenagers

- Troet
- Sky Smokers
- Rock Heroes

- Blank Page
- Alarm!
- Eho

- Infected
- Lumberjack
- Rdeči alarm

- Furu Efu
- VestriPullum
- In the Attic

Žirijo so sestavljali:
- Klavdija Kopina
- Tomaž Pezdirc
- Toni Cahunek

Predtekmovanje
| 1. špil 25. 11. 2015             | 2. špil 10. 12. 2015                     | 3. špil 22. 1. 2016            | 4. špil 12. 2. 2016                            |
| -------------------------------- | ---------------------------------------- | ------------------------------ | ---------------------------------------------- |
| Ice on Fire Teenagers Attic Mist | Rock Heroes Troet Sky Smokers Blank Page | Eho Alarm! Infected Lumberjack | Furu Efu VestriPullum Rdeči alarm In the Attic |
| Gostujoči žiranti                |                                          |                                |                                                |
| Miha Prašnikar                   | Jaka Golob                               | Hamo                           | Peter Baroš                                    |

Polfinale
| 1. polfinale 18. 3. 2016 | 1. polfinale 18. 3. 2016 | 1. polfinale 18. 3. 2016 | 2. polfinale 22. 4. 2016                       |
| Izvajalec                | Žirija                   | Občinstvo                | 2. polfinale 22. 4. 2016                       |
| ------------------------ | ------------------------ | ------------------------ | ---------------------------------------------- |
| Infected                 | 2.                       | 30,47                    | Attic Mist Sky Smokers In the Attic Lumberjack |
| Teenagers                | 1.                       | 29,59                    | Attic Mist Sky Smokers In the Attic Lumberjack |
| VestriPullum             | 3.                       | 27,27                    | Attic Mist Sky Smokers In the Attic Lumberjack |
| Blank Page               | 4.                       | 12,67                    | Attic Mist Sky Smokers In the Attic Lumberjack |
| Gostujoči žiranti        |                          |                          |                                                |
| Antonio Križnič          | Antonio Križnič          | Antonio Križnič          | ?                                              |

Finale – 17. 6. 2016, Kongresni trg
Stalnim žirantom Toniju, Tomažu in Klavdiji se je v finalu pridružil Andi Koglot.
| Izvajalec    | Glasovanje (žirija + občinstvo) |
| ------------ | ------------------------------- |
| Teenagers    | 2 + 3 = 5                       |
| In the Attic | 1 + 2 = 3                       |
| Infected     | 3 + 4 = 7                       |
| Attic Mist   | 4 + 1 = 5                       |

Glasovi občinstva v odstotkih: Teenagers (30,8 % oz. 2572 glasov), In the Attic (23,2 % oz. 1937 glasov), Infected (41,6 % oz. 3474 glasov), Attic Mist (4,4 % oz. 367 glasov)
Kot zmagovalci so Infected za nagrado dobili snemanje demoposnetka v studiu SAE Instituta, nastop v oddaji Generator na Valu 202 (19. junija) in nastop kot predskupina uveljavljenemu bendu v Kinu Šiška.

## 2016/17
IV. sezona Špil lige je potekala od novembra 2016 do junija 2017. Tekmovalo je 13 bendov:
- Rock Heroes
- Tetrarh
- Joker Out

- Liburoa
- Lapsus
- The Mint
- Peš POT Band

- Alarm
- Buržuazija
- O.K. Band

- Dark Heart
- Distortion
- Wet Cassette

Žirijo so sestavljali:
- Klara Zupančič
- Toni Cahunek
- Jernej Sobočan in Žiga Klančar (slednja izmenjujoče; v finalu sta bila oba)

Predtekmovanje
| 1. špil 10. 11. 2016                                | 2. špil 16. 12. 2016                                       | 3. špil 20. 1. 2017                              | 4. špil 17. 2. 2017                                      |
| --------------------------------------------------- | ---------------------------------------------------------- | ------------------------------------------------ | -------------------------------------------------------- |
| Rock Heroes (žirija) Tetrarh† Joker Out (občinstvo) | Lapsus (občinstvo) The Mint (žirija) Peš POT band Liburoa† | Buržuazija (občinstvo) Alarm† O.K. Band (žirija) | Dark Heart Distortion† (žirija) Wet Cassette (občinstvo) |
| Gostujoči žiranti                                   |                                                            |                                                  |                                                          |
| Domen Don Holc                                      | ?                                                          | Matic Urbanc                                     | Sašo Benko - Bekko                                       |

V vsakem tekmovalnem večeru je bila podeljena nagrada Beletrine za najboljše besedilo. Prejeli so jo Tetrarh, Liburoa, Alarm in Distortion (†).
Polfinale
| 1. polfinale 24. 3. 2017 | 1. polfinale 24. 3. 2017 | 1. polfinale 24. 3. 2017 | 2. polfinale 21. 4. 2017 | 2. polfinale 21. 4. 2017 | 2. polfinale 21. 4. 2017 |
| Izvajalec                | Žirija                   | Občinstvo                | Izvajalec                | Žirija                   | Občinstvo                |
| ------------------------ | ------------------------ | ------------------------ | ------------------------ | ------------------------ | ------------------------ |
| Lapsus                   | 3.                       | 52,95                    | Joker Out                | 2.                       | 75,67                    |
| O.K. Junior              | 2.                       | 15,42                    | Distortion               | 4.                       | 0,06                     |
| Wet Cassette             | 4.                       | 28,88                    | The Mint                 | 1.                       | 1,6                      |
| Rock Heroes              | 1.                       | 2,75                     | Buržuazija               | 3.                       | 22,67                    |

Finale – 17. 6. 2017, Kino Šiška
| Izvajalec   | Glasovanje (žirija + občinstvo) |
| ----------- | ------------------------------- |
| Rock Heroes | 2 + 1 = 3                       |
| Lapsus      | 1 + 3 = 4                       |
| The Mint    | 4 + 2 = 6                       |
| Joker Out   | 3 + 4 = 7                       |

Joker Out so kot zmagovalci sezone posneli singel v studiu Vala 202 in nastopili kot predskupina uveljavljenemu bendu v Kinu Šiška.

## 2017/18
V. sezona Špil lige je potekala od novembra 2017 do junija 2018 v Kinu Šiška. Tekmovalo je 13 bendov:
- O.K. Junior
- Sickbreed
- Sex Demons

- Tetrarh
- Goldhorn
- Panika
- Fat Pigeon

- In the Attic
- Bajta 23
- Garlik

- Lumberjack
- Jaja Bojz
- Luxeleutheria

Žirijo so sestavljali:
- Toni Cahunek
- Klara Zupančič
- Žiga Klančar in Jernej Sobočan (slednja izmenjujoče kot predstavnika Vala 202; v finalu sta bila oba)

Predtekmovanje
| 1. tekmovalni špil 24. 11. 2017  | 2. tekmovalni špil 15. 12. 2017                                    | 3. tekmovalni špil 12. 1. 2018                      | 4. tekmovalni špil 9. 2. 2018       |
| -------------------------------- | ------------------------------------------------------------------ | --------------------------------------------------- | ----------------------------------- |
| O.K. Junior Sickbreed Sex Demons | Tetrarh (20,91) Fat Pigeon (23,03) Goldhorn† (7,58) Panika (48,48) | In the Attic (43,9) Bajta 23 (11,99) Garlik (44,11) | Lumberjack Luxeleutheria† Jaja Bojz |
| Gostujoči žiranti                |                                                                    |                                                     |                                     |
| Schatz!                          | ?                                                                  | ?                                                   | ?                                   |

† nagrada Mladinske knjige za najboljše besedilo večera
V krepkem so bendi, ki so se v polfinale uvrstili po izboru občinstva (torej zmagovalci občinstva), v krepkem in ležečem pa tisti, ki so napredovali po izboru žirije.
Polfinale
| 1. polfinalni špil 9. 3. 2018 | 1. polfinalni špil 9. 3. 2018 | 1. polfinalni špil 9. 3. 2018 | 2. polfinalni špil 13. 4. 2018 | 2. polfinalni špil 13. 4. 2018 | 2. polfinalni špil 13. 4. 2018 |
| Izvajalec                     | Žirija                        | Občinstvo                     | Izvajalec                      | Žirija                         | Občinstvo                      |
| ----------------------------- | ----------------------------- | ----------------------------- | ------------------------------ | ------------------------------ | ------------------------------ |
| O.K. Junior                   | 3.                            | 43,91                         | Jaja Bojz                      |                                | 18,55                          |
| Fat Pigeon                    | 4.                            | 0,75                          | Panika                         |                                | 10,22                          |
| Lumberjack                    | 2.                            | 12,59                         | In the Attic                   | 1.                             | 32,01                          |
| Garlik                        | 1.                            | 42,76                         | Sickbreed                      | 2.                             | 39,22                          |

Finale – 22. 6. 2018, Kino Šiška
| Izvajalec    | Glasovanje (žirija + občinstvo) |
| ------------ | ------------------------------- |
| Sickbreed    | 3 + 2 = 5                       |
| In the Attic | 4 + 1 = 5                       |
| Garlik       | 2 + 3 = 5                       |
| O.K. Junior  | 1 + 4 = 5                       |

Glasovi občinstva v odstotkih: Sickbreed (19,36), In the Attic (18,4), Garlik (29,91), O.K. Junior (32,33)
Kot prvaki sezone so In the Attic za nagrado dobili snemanje v studiu Vala 202.

## 2018/19
VI. sezona Špil lige je potekala od novembra 2018 do junija 2019 v Kinu Šiška. Tekmovalo je 9 izvajalcev (8 bendov in en solist):
- Bajta 23
- Bizarregood
- Blerim Rexhepi

- Drone Society
- Garlik
- Kiwi Flash

- Macbeth
- M8s
- Tooth in the Sky

Žirijo so sestavljali:
- Klara Zupančič
- Ana Medved
- Andi Koglot

Predtekmovanje
| 1. tekmovalni večer 8. 11. 2018 | 1. tekmovalni večer 8. 11. 2018 | 1. tekmovalni večer 8. 11. 2018 | 2. tekmovalni večer 7. 12. 2018 | 2. tekmovalni večer 7. 12. 2018 | 2. tekmovalni večer 7. 12. 2018 | 3. tekmovalni večer 18. 1. 2019 | 3. tekmovalni večer 18. 1. 2019 | 3. tekmovalni večer 18. 1. 2019 |
| Izvajalec                       | Žirija                          | Občinstvo                       | Izvajalec                       | Žirija                          | Občinstvo                       | Izvajalec                       | Žirija                          | Občinstvo                       |
| ------------------------------- | ------------------------------- | ------------------------------- | ------------------------------- | ------------------------------- | ------------------------------- | ------------------------------- | ------------------------------- | ------------------------------- |
| Macbeth†                        | 2.                              | 57,88                           | Bizarregood                     | 3.                              | 9,49                            | Tooth in the Sky†               | 1.                              | 37,01                           |
| M8s                             | 3.                              | 7,81                            | Blerim Rexhepi                  | 2.                              | 1,09                            | Bajta 23                        | 3.                              | 24,39                           |
| Kiwi Flash                      | 1.                              | 34,32                           | Garlik†                         | 1.                              | 89,42                           | Drone Society                   | 2.                              | 38,6                            |
| Gostujoči žiranti               |                                 |                                 |                                 |                                 |                                 |                                 |                                 |                                 |
| Gregor Strasbergar              | Gregor Strasbergar              | Gregor Strasbergar              | Ines Midžan                     | Ines Midžan                     | Ines Midžan                     | Peter Dekleva                   | Peter Dekleva                   | Peter Dekleva                   |

V vsakem tekmovalnem večeru je bila podeljena nagrada Mladinske knjige za najboljše besedilo. Prejeli so jo Macbeth, Garlik in Tooth in the Sky (†).
Polfinale
| 1. polfinalni večer 8. 3. 2019 | 1. polfinalni večer 8. 3. 2019 | 2. polfinalni večer 12. 4. 2019 | 2. polfinalni večer 12. 4. 2019 | 2. polfinalni večer 12. 4. 2019 |
| Izvajalec                      | Žirija                         | Izvajalec                       | Žirija                          | Občinstvo                       |
| ------------------------------ | ------------------------------ | ------------------------------- | ------------------------------- | ------------------------------- |
| Tooth in the Sky               | 1.                             | Blerim Rexhepi                  | 2.                              | 11,09                           |
| Macbeth                        | 2.                             | Drone Society                   | 3.                              | 25,74                           |
| Garlik                         |                                | Kiwi Flash                      | 1.                              | 63,17                           |

V prvem polfinalu bi morali nastopiti tudi Garlik, a so zaradi bolezni nastop odpovedali. Ker sta torej nastopila samo dva benda, sta se oba avtomatično uvrstila v finale.
Finale – 1. 6. 2019, Kino Šiška
| Izvajalec        | Glasovanje (žirija + občinstvo) |
| ---------------- | ------------------------------- |
| Macbeth          | 4 + 1 = 5                       |
| Blerim Rexhepi   | 1 + 2 = 3                       |
| Tooth in the Sky | 2 + 4 = 6                       |
| Kiwi Flash       | 3 + 3 = 6                       |

Glasovi občinstva v odstotkih: Macbeth (4,68), Blerim (9,65), Tooth in the Sky (53,52), Kiwi Flash (32,15)
Kot zmagovalci sezone so si Kiwi Flash prislužili nastop na Zmajevem festivalu na Ljubljanskem gradu, medtem ko so organizatorji Lenta za nastop na Mladininem odru izbrali Tooth in the Sky. Vsi 4 finalisti so dobili snemanje singla, vsak v svojem studiu: Macbeth na Radiu Študent, Blerim v studiu Home of Bombyx Lori, Tooth in the Sky na Valu 202 in Kiwi Flash v studiu BearTracks.

## 2019/20
V VII. sezoni Špil lige so tekmovali:
- Almebo
- Before Time
- DeBeat

- Everyday Bread
- FTD
- Granitna kocka

- Insekti
- JAJA BOJZ
- Le Fam

- Lights Out
- Manifest
- Shiver River

Strokovno komisijo so sestavljali Dominika Maša Kozar, Andi Koglot in Pavel Lipovšek.
Predtekmovalni špili
| 1. špil – 25. 10. | 1. špil – 25. 10. | 1. špil – 25. 10. | 2. špil − 8. 11. | 2. špil − 8. 11. | 2. špil − 8. 11. | 3. špil − 20. 12.          | 3. špil − 20. 12.          | 3. špil − 20. 12.          | 4. špil − 31. 1.                           | 4. špil − 31. 1.                           | 4. špil − 31. 1.                           |
| Izvajalci         | Žirija            | Občinstvo         | Izvajalci        | Žirija           | Občinstvo        | Izvajalci                  | Žirija                     | Občinstvo                  | Izvajalci                                  | Žirija                                     | Občinstvo                                  |
| ----------------- | ----------------- | ----------------- | ---------------- | ---------------- | ---------------- | -------------------------- | -------------------------- | -------------------------- | ------------------------------------------ | ------------------------------------------ | ------------------------------------------ |
| Manifest†         | 2.                | 31,58             | Le Fam†          | 3.               | 16,9             | DeBeat†                    | 1.                         | 30,61                      | Lights Out                                 | 1.                                         | 21,31                                      |
| Everyday Bread    | 3.                | 32,89             | JAJA BOJZ        | 2.               | 38,03            | Almebo                     | 3.                         | 22,45                      | FTD                                        | 2.                                         | 12,57                                      |
| Shiver River      | 1.                | 35,53             | Before Time      | 1.               | 45,07            | Insekti                    | 2.                         | 46,94                      | Granitna kocka†                            | 3.                                         | 66,12                                      |
| Gostujoči žiranti |                   |                   |                  |                  |                  |                            |                            |                            |                                            |                                            |                                            |
| Luka Flegar       | Luka Flegar       | Luka Flegar       | Saša Vipotnik    | Saša Vipotnik    | Saša Vipotnik    | Zala Kralj in Gašper Šantl | Zala Kralj in Gašper Šantl | Zala Kralj in Gašper Šantl | Tomaž O. Rous (Nina Zajc namesto Lipovška) | Tomaž O. Rous (Nina Zajc namesto Lipovška) | Tomaž O. Rous (Nina Zajc namesto Lipovška) |

Na vsakem predtekmovalnem špilu je bila podeljena nagrada (Mladinske knjige) za najboljše besedilo, ki so jo prejeli Manifest, Le Fam, DeBeat in Granitna kocka (†).
Polfinalna večera
Prvi polfinale bi prvotno moral biti 13. marca 2020, a je bil zaradi ukrepov, povezanih s koronavirusom, prestavljen. Na njem bi morali nastopiti JAJA BOJZ, Lights Out in Shiver River. Oba polfinalna večera sta se zgodila v okviru Štreama v Kinu Šiška pred prazno dvorano z neposrednim spletnim prenosom preko Zooma. Čeprav so se Insekti in Granitna kocka uvrstili v naslednji krog, v polfinalu niso nastopili.
| 1. polfinalni večer – 6. 6. | 1. polfinalni večer – 6. 6. | 1. polfinalni večer – 6. 6. | 2. polfinalni večer – 13. 6. | 2. polfinalni večer – 13. 6. | 2. polfinalni večer – 13. 6. |
| Izvajalci                   | Žirija                      | Občinstvo                   | Izvajalci                    | Žirija                       | Občinstvo                    |
| --------------------------- | --------------------------- | --------------------------- | ---------------------------- | ---------------------------- | ---------------------------- |
| Shiver River                | 2.                          | ??                          | JAJA BOJZ                    | 3.                           | 48                           |
| Lights Out                  | 3.                          | ??                          | DeBeat                       | 1.                           | 34,4                         |
| Before Time                 | 1.                          | 1.                          | Manifest                     | 2.                           | 17,6                         |

Na predtekmovalni in polfinalni stopnji sta se vsak večer v naslednji krog uvrstila dva benda: eden po izboru občinstva, eden pa po izboru žirije. V primeru, da sta imela občinstvo in žirija istega zmagovalca, je poleg le-tega naprej napredoval še drugouvrščeni pri žiriji. 
Finale
Finale sedme sezone je potekal v okviru dogodka Šiška Open pred Kinom Šiška 18. septembra 2020. Zmagali so Before Time.
| Izvajalec    | Glasovanje (žirija + občinstvo) |
| ------------ | ------------------------------- |
| JAJA BOJZ    | 3 + 2 = 5                       |
| Shiver River | 1 + 1 = 2                       |
| DeBeat       | 2 + 3 = 5                       |
| Before Time  | 4 + 4 = 8                       |

Vsi finalisti so imeli možnost snemanja v enem izmed štirih studiev: studio Vala 202, studio Radia Študent, BearTracks Studio in Home of Bombyx Lori. Prvotno naj bi zmagovalci za nagrado dobili nastop na Zmajevem festivalu, eden izmed bendov pa naj bi nastopil na Mladinskem odru Lenta, a se ne eno ne drugo zaradi koronavirusa ni zgodilo.

## 2020/21
V osmi sezoni Špil lige so tekmovali:
- Acetylen
- Birdland
- Code
- LPS
- Masaž
- MYA
- Plateau
- Škis
- the tree man band
- Uninvited

Žirijo so sestavljali Andi Koglot, Tadej Košir in Urška Preis.
1. krog
Prvi krog nastopov je potekal v (zaradi ukrepov, povezanih z epidemijo covida-19, prazni) veliki dvorani Kina Šiška z neposrednim spletnim prenosom na platformi DICE. Iz vsakega večera sta se v polfinale uvrstila dva izvajalca oziroma benda: eden po izboru žirije in eden po izboru občinstva (SMS-glasovanje). Če sta žirija in občinstvo imela istega zmagovalca, je poleg le-tega naprej napredoval še drugouvrščeni pri žiriji.
| 1. večer − 18. 12. 2020 | 1. večer − 18. 12. 2020 | 1. večer − 18. 12. 2020 | 2. večer − 22. 1. 2021 | 2. večer − 22. 1. 2021 | 2. večer − 22. 1. 2021 | 3. večer – 5. 2. 2021 | 3. večer – 5. 2. 2021 | 3. večer – 5. 2. 2021 |
| Izvajalec               | Žirija                  | Občinstvo               | Izvajalec              | Žirija                 | Občinstvo              | Izvajalec             | Žirija                | Občinstvo             |
| ----------------------- | ----------------------- | ----------------------- | ---------------------- | ---------------------- | ---------------------- | --------------------- | --------------------- | --------------------- |
| Škis                    | 2.                      | 27,27 %                 | the tree man band†     | 2.                     | 21,05 %                | Code                  | 3.                    | 20,91 %               |
| MYA†                    | 1.                      | 34,09 %                 | Acetylen               | 4.                     | 16,11 %                | Plateau†              | 1.                    | 40,3 %                |
| Uninvited               | 3.                      | 38,64 %                 | LPS                    | 1.                     | 8,61 %                 | Masaž                 | 2.                    | 38,79 %               |
|                         |                         |                         | Birdland               | 3.                     | 54,23 %                |                       |                       |                       |

S križcem (†) so označeni prejemniki knjižne nagrade za najboljše besedilo.
Polfinalna večera
Tudi polfinalna večera sta se odvila v Kinu Šiška brez občinstva z neposrednim spletnim prenosom. Glasovanje je potekalo enako kot v prvem krogu.
| 1. polfinalni večer − 19. 3. 2021 | 1. polfinalni večer − 19. 3. 2021 | 1. polfinalni večer − 19. 3. 2021 | 2. polfinalni večer − 16. 4. 2021 | 2. polfinalni večer − 16. 4. 2021 | 2. polfinalni večer − 16. 4. 2021 |
| Izvajalec                         | Žirija                            | Občinstvo                         | Izvajalec                         | Žirija                            | Občinstvo                         |
| --------------------------------- | --------------------------------- | --------------------------------- | --------------------------------- | --------------------------------- | --------------------------------- |
| Plateau                           | 1.                                | 41,77 %                           | MYA                               | 2.                                | 15,63 %                           |
| LPS                               | 2.                                | 27,85 %                           | Birdland                          | 3.                                | 50 %                              |
| Uninvited                         | 3.                                | 30,38 %                           | Masaž                             | 1.                                | 34,38 %                           |

Finale
Finale osme sezone je potekal 22. junija 2021 na Kongresnem trgu (v okviru festivala Junij v Ljubljani). O zmagovalcu je odločal seštevek točk žirije in občinstva. Zmagali so Masaž.
| Izvajalec | Glasovanje (žirija + občinstvo) |
| --------- | ------------------------------- |
| LPS       | 2 + 1 = 3                       |
| Masaž     | 3 + 4 = 7                       |
| Birdland  | 1 + 3 = 4                       |
| Plateau   | 4 + 2 = 6                       |

Odstotki prejetih glasov: LPS – 7,3; Masaž – 43,95; Birdland – 27,27; Plateau – 21,47.
Masaž so kot zmagovalci za nagrado prejeli nastop na Večerovem odru festivala Lent, izobraževanje na akademiji United POP in udeležbo na delavnici Jazzinty. Izbrani so bili tudi za nastop v Jazz Clubu na Ljubljanskem gradu. Vsi štirje finalisti so za nagrado prejeli snemanje singla v enem izmed štirih studiev (studio RTV Slovenija, BearTracks Studio, studio Radia Študent, Home of Bombyx Lori).

## 2021/22
V deveti sezoni Špil lige so tekmovali:
- Amos Vamos & Škaf
- BibliBan
- Dunraven
- Lan Tertinek
- Overheat
- Pamži
- Sthenge
- the tree man band
- Žavbi Brothers

Žirijo so sestavljali Andi Koglot, Žiga Drofenik in Brigita Gračner. Koglota je v 3. predtekmovalnem večeru nadomeščal Robi Bulešić. Po dve letih sta prva dva kroga (četrtfinalni in polfinalna večera) zopet potekala pred živim občinstvom.
»Predtekmovalni« večeri
Trije predtekmovalni (četrtfinalni) večeri so potekali v dvorani Komuna Kina Šiška pred živim občinstvom (spremljati pa jih je bilo mogoče tudi preko neposrednega spletnega prenosa). Iz vsakega večera sta se v polfinale uvrstila dva izvajalca oziroma benda: eden po izboru žirije in eden po izboru občinstva (SMS-glasovanje). Če sta žirija in občinstvo imela istega zmagovalca, je poleg le-tega naprej napredoval še drugouvrščeni pri žiriji.
| 1. večer − 18. 2. 2022 | 1. večer − 18. 2. 2022 | 1. večer − 18. 2. 2022 | 2. večer − 25. 2. 2022 | 2. večer − 25. 2. 2022 | 2. večer − 25. 2. 2022 | 3. večer – 4. 3. 2022 | 3. večer – 4. 3. 2022 | 3. večer – 4. 3. 2022 |
| Izvajalec              | Žirija                 | Občinstvo              | Izvajalec              | Žirija                 | Občinstvo              | Izvajalec             | Žirija                | Občinstvo             |
| ---------------------- | ---------------------- | ---------------------- | ---------------------- | ---------------------- | ---------------------- | --------------------- | --------------------- | --------------------- |
| BibliBan               | 1.                     | 19,8 %                 | Overheat†              | 1.                     | 25,13 %                | Sthenge               | 3.                    | 46,61 %               |
| Lan Tertinek†          | 3.                     | 23,76 %                | the tree man band      | 2.                     | 64,32 %                | Dunraven†             | 2.                    | 12,71 %               |
| Pamži                  | 2.                     | 56,44 %                | Žavbi Brothers         | 3.                     | 10,55 %                | Amos Vamos & Škaf     | 1.                    | 40,68 %               |

S križcem (†) so označeni prejemniki knjižne nagrade za najboljše besedilo.
Polfinalna večera
Tudi polfinala sta se odvila v dvorani Komuna Kina Šiška pred živim občinstvom (ter v neposrednem spletnem prenosu). Glasovanje je potekalo enako kot v prvem krogu.
| 1. polfinalni večer − 22. 4. 2022 | 1. polfinalni večer − 22. 4. 2022 | 1. polfinalni večer − 22. 4. 2022 | 2. polfinalni večer − 13. 5. 2022 | 2. polfinalni večer − 13. 5. 2022 | 2. polfinalni večer − 13. 5. 2022 |
| Izvajalec                         | Žirija                            | Občinstvo                         | Izvajalec                         | Žirija                            | Občinstvo                         |
| --------------------------------- | --------------------------------- | --------------------------------- | --------------------------------- | --------------------------------- | --------------------------------- |
| Pamži                             | 3.                                | 24,39 %                           | BibliBan                          | 1.                                | 10,34 %                           |
| Amos Vamos & Škaf                 | 1.                                | 10,16 %                           | Overheat                          | 3.                                | 29,66 %                           |
| the tree man band                 | 2.                                | 65,45 %                           | Sthenge                           | 2.                                | 60 %                              |

Finale
Finale devete sezone je potekal 13. junija 2022 na Kongresnem trgu. O zmagovalcu je odločal seštevek točk žirije in občinstva. Zmagali so BibliBan.
| Izvajalec         | Glasovanje (žirija + občinstvo) |
| ----------------- | ------------------------------- |
| Amos Vamos & Škaf | 3 + 1 = 4                       |
| BibliBan          | 4 + 2 = 6                       |
| Sthenge           | 1 + 3 = 4                       |
| the tree man band | 2 + 4 = 6                       |

V primeru izenačenja imajo večjo težo glasovi žirije. Odstotki prejetih glasov: Amos Vamos & Škaf − 8,52; BibliBan − 12,53; Sthenge − 30,33; the tree man band − 48,62.
Nagrade:
- snemanje demoposnetka ali singla v enem izmed štirih studiev (studio Kina Šiška/Studio Šiška, studio Radia Študent, studio Vala 202, BearTracks Studio)
- izobraževanje na akademiji United Pop
- nastop na Lentu (Mladinin/Večerov oder)
- izobraževanje na Jazzintyju
- nastop na Ljubljanskem gradu